# Rue Alexandre De Craene
Pour les articles homonymes, voir De Craene.
La rue Alexandre De Craene (en néerlandais : Alexandre De Craenestraat) est une rue bruxelloise de la commune de Schaerbeek qui va de la rue Joseph Wauters à l'avenue Raymond Foucart en passant par la rue Théo Coopman et la rue Julius Hoste. Elle fait partie de la cité-jardin Terdelt.
La numérotation des habitations va de 3 à 41 pour le côté impair et de 4 à 50 pour le côté pair.
Alexandre De Craene est un ancien échevin schaerbeekois, né à Schaerbeek le 16 août 1860 et décédé à Schaerbeek le 16 septembre 1924.

## Adresses notables
- no 2 : Maison du Foyer Schaerbeekois
- no 22 : Maison du Foyer Schaerbeekois
- nos 35-41 : Maisons du Foyer Schaerbeekois
- nos 36-50 : Maisons du Foyer Schaerbeekois